# Санта Кристина д'Аспромонте
Санта Кристина д'Аспромонте (итал. Santa Cristina d'Aspromonte) је насеље у Италији у округу Ређо ди Калабрија, региону Калабрија.
Према процени из 2011. у насељу је живело 820 становника. Насеље се налази на надморској висини од 509 м.

## Становништво
Према резултатима пописа становништва 2011. у општини је живело 1.017 становника.
| 1931. | 1936. | 1951. | 1961. | 1971. | 1981. | 1991. | 2001. | 2011. |
| ----- | ----- | ----- | ----- | ----- | ----- | ----- | ----- | ----- |
| 2.804 | 2.878 | 3.125 | 2.408 | 1.653 | 1.297 | 1.168 | 1.095 | 1.017 |